# Cercopitec de cua vermella
El cercopitec de cua vermella (Cercopithecus ascanius) és una espècie de primat de la família dels cercopitècids. Viu a Angola, el Camerun, la República Centreafricana, la República Democràtica del Congo, Kenya, Ruanda, el Sudan, Tanzània, Uganda, Zàmbia i possiblement Burundi. El cercopitec de cua vermella sol ser negre, vermell o taronja.